# Jindra Kramperová
Jindra Kramperová (Praga, Protectorado de Bohemia y Moravia; 28 de septiembre de 1940 – 20 de octubre de 2024) fue una patinadora artística y pianista checoslovaca. Fue tres veces campeona nacional en individuales femeninos, representó a Checoslovaquia en los Juegos Olímpicos de Invierno de 1956 y llegó a quedar quinta en el Campeonato Europeo de 1958.

## Carrera

### Patinaje
Con 15 años finalizó en el puesto 14 del Campeonato Europeo de 1956 en París, Francia. También representó a Checoslovaquia en los Juegos Olímpicos de Invierno en Cortina d'Ampezzo 1956, Italia; donde terminó en la posición 21 en el programa extendido, 17 en el programa libre y en el lugar 20 de la clasificación general. Al finalizar la temporada finalizó en la posición 15 en el Campeonato Mundial de 1956 en Garmisch-Partenkirchen, Alemania Federal.
Kramperová fue tricampeona nacional de 1957 a 1959. Finalizó en octavo lugar en el Campeonato Europeo de 1957 en Viena, Austria; quinta en el Campeonato Europeo de 1958 en Bratislava, Checoslovaquia; en el lugar 17 del Mundial de 1958 en París, Francia; sexto lugar en el Europeo de 1958 en Davos, Suiza y en octavo lugar Campeonato Mundial de 1960 en Garmisch-Partenkirchen, Alemania Federal.

### Pianista
Kramperová practicó con František Maxián en la escuela de música en Bratislava de 1960 a 1965. Estudió en la Academy of Performing Arts (AMU) en Prague y completó dos años de posgrado bajo Nina Yemelyanova en el conservatorio en Moscú.
En 1971 pasó a ser maestra en la AMU en Prague. De 1974 a 1988 fue solista de la Chamber Philharmonic Orchestra en Pardubice.